# Leyton

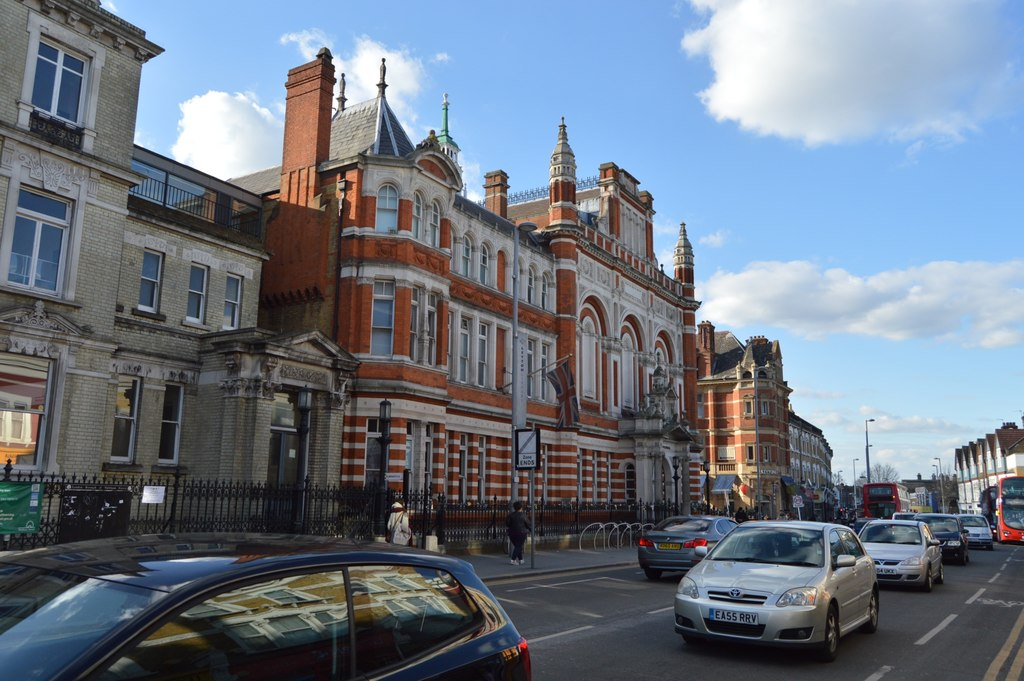
Rathaus Leyton

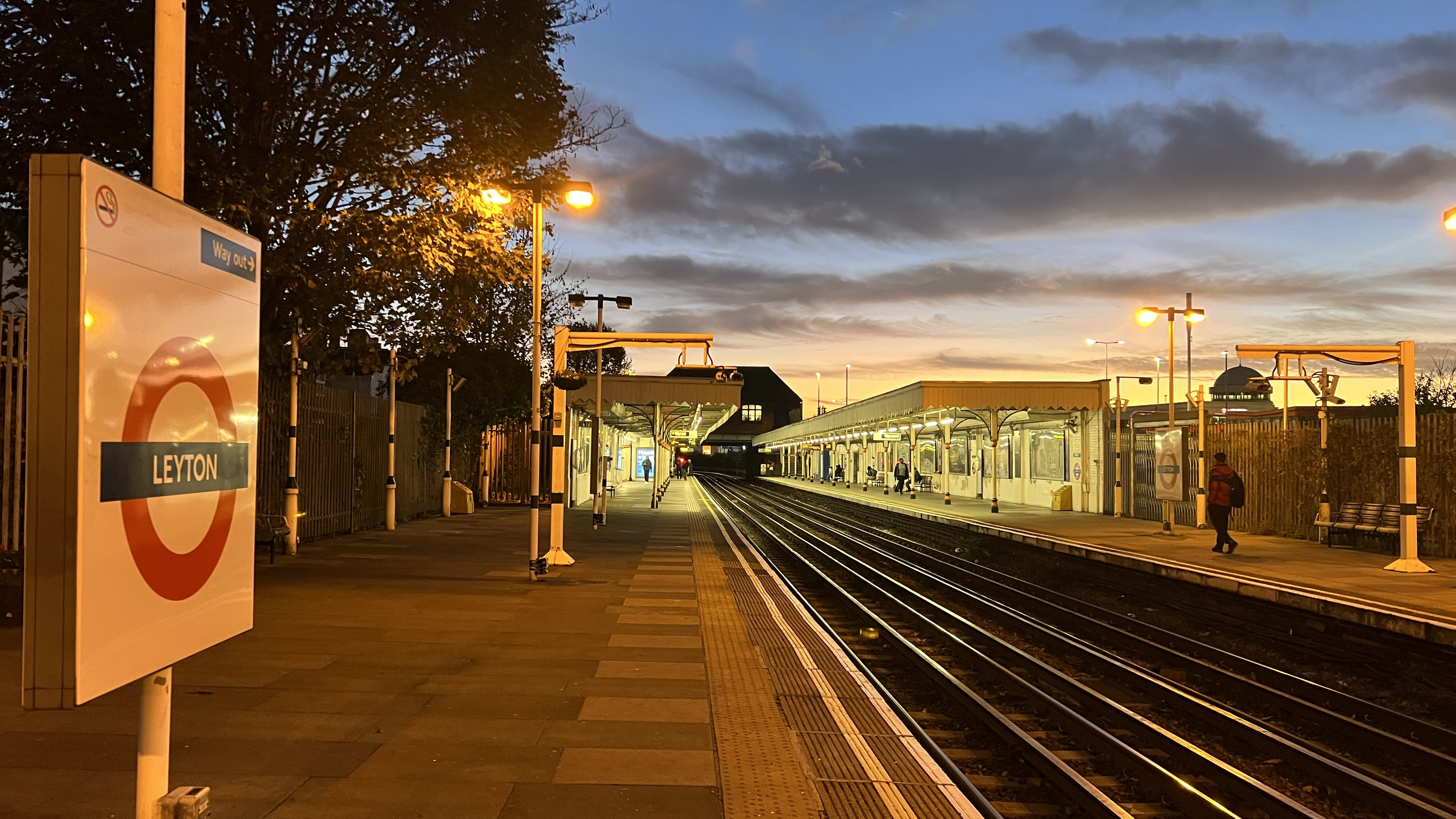
U-Bahnhof Leyton (2022)

Leyton (/ˈleɪtən/) ist eine Stadt im Osten Londons, England, im London Borough of Waltham Forest. Leyton hatte beim Census 2021 13.114 Einwohner.

## Lage
Leyton grenzt im Norden an Walthamstow, im Osten an Leytonstone, im Süden an Stratford und im Westen an Clapton, Hackney Wick und Homerton, das jenseits des Flusses Lea liegt. Das Gebiet umfasst den New Spitalfields Market, den Leyton Orient Football Club sowie einen Teil des Queen Elizabeth Olympic Park. Die Stadt besteht größtenteils aus Reihenhäusern, die zwischen 1870 und 1910 gebaut wurden, durchsetzt mit einigen modernen Wohnsiedlungen. Sie liegt 10 km nordöstlich von Charing Cross.

## Entwicklung
Historisch gesehen war es Teil der alten Pfarrei Leyton St. Mary in der Hundertschaft Becontree und Teil der alten Grafschaft Essex. Mit der Vergrößerung Londons expandierte das Gebiet im späten 19. Jahrhundert rasch und wurde Teil des Ballungsraums London und ein Vorort von East London; außerdem gehörte es zur erweiterten Grenze des East End of London, ähnlich wie ein Großteil des Südwestens von Essex. Es wurde 1839 Teil des Metropolitan Police District und gehört seit seiner Gründung 1856 zum Postbezirk London. Die Gemeinde wurde 1894 zu einem Urban District und erhielt 1926 den Status eines Municipal Borough. Im Jahr 1965 fusionierte sie mit den benachbarten Stadtbezirken Walthamstow und Chingford zum London Borough of Waltham Forest, einem lokalen Regierungsbezirk des Großraums London.
Die Stadt hat sich zu einem der ethnisch vielfältigsten Gebiete Englands entwickelt, in dem 53,9 % der Einwohner einen nicht-britischen ethnischen Hintergrund haben. Einst ein traditionelles Arbeiterviertel, erfährt es derzeit eine groß angelegte Erneuerung und Gentrifizierung, bei der viele junge Berufstätige in das Gebiet ziehen.

## Geschichte
Paläolithische Werkzeuge und fossile Knochen zeigen, dass Menschen in Leyton auf die Jagd gingen. Ein römischer Friedhof und die Fundamente einer römischen Villa wurden hier gefunden.
Seit Anglosächsischen Zeiten gehörte Leyton zur Grafschaft Essex. Der Name bedeutet "Siedlung (tun) am Fluss Lea" und war bis 1921 auch als "Low Leyton" bekannt. 1086 im Domesday Book wird der Name als Leintun wiedergegeben, zu dieser Zeit betrug die Einwohnerzahl 51.